# یدالله شیراندامی
یدالله شیراندامی (۱۳۱۴ – ۲۸ مهر ۱۳۸۳) بازیگر ایرانی سینما و تئاتر بود. وی از سال ۱۳۴۳ تا ۱۳۶۰ در ۵۶ فیلم نقش آفرینی کرد. وی برادر ولی الله شیراندامی بود

## فعالیت هنری
او در سن سه سالگی به همراه خانواده‌اش به ایران مهاجرت کردند و در تهران ساکن شدند، پس از پایان تحصیلات متوسطه فعالیت‌های هنری را همراه برادر بزرگتر خود ولی‌الله شیراندامی از ایفای نقش در تئاترهای دههٔ ۱۳۳۰ در تهران آغاز کرد.
در سال ۱۳۳۸ وارد دانشکده هنرهای دراماتیک شده و در رشته تئاتر به تحصیل پرداخت. همزمان به دلیل علاقه به هنر نمایش، وارد گروه هنری تروپ اسکار و بعدها گروه هنری آناهیتا شد و به اجرای چندین نمایش پرداخت، وی در نمایشنامه‌های کلاسیک از جمله اتلو، اتوبوسی بنام هوس و هیاهوی بسیار برای هیچ بازی کرد. فرهنگ فرهی در مصاحبه با رادیو فردا می‌گوید اسکویی‌ها در سال‌های دهه سی و چهل تآتر آناهیتا در یوسف آباد را پایه‌گذاری کردند و جوانان علاقه‌مند را به این مرکز هنری جذب کردند. در آن دوره یدی و ولی شیراندامی از اعضای فعال این گروه بودند. وی بعدها به گروه بیژن مفید پیوست. شیراندامی در بیش از ۵۰ فیلم و سریال تلویزیونی بازی کرده بود.
در سال ۱۳۴۳ با بازی در فیلم قانون زندگی به کارگردانی جمشید شیبانی وارد عرصه سینما شد و به مرور زمان در فیلم‌های دیگر نیز به ایفای نقش می‌پردازد که می‌توان از میان این فیلم‌ها به اثراتی مانند تنها مرد محله، جهنم به اضافه من، عزیز قرقی، حسن کچل، کاکو، قلندر و حرمت رفیق اشاره کرد. همچنین نقش کوچکی نیز در فیلم گاو اجرا کرد. او بعد از انقلاب برای درمان بیماری فرزندش به آمریکا مهاجرت کرد.
همچنین وی پسرعموی ناتنی رضا بیک‌ایمانوردی هنرپیشه سینما است.

## مرگ
یدالله شیراندامی در ۲۸ مهر ۱۳۸۳ در آپارتمان شخصی خود در شهر لس آنجلس بر اثر بیماری دیابت در سن ۶۹ سالگی درگذشت و در گورستان کوچکی نزدیک هالیوود به خاک سپرده شد.

## گزیدهٔ آثار

### سینما
1. بمانی (۱۳۸۰)
2. اوکی مستر (۱۳۵۷)
3. مشت مرد (۱۳۵۷)
4. اشک رقاصه (۱۳۵۶)
5. تازه عروس (۱۳۵۶)
6. جای امن (۱۳۵۶)
7. حرمت رفیق (۱۳۵۶)
8. فریاد عشق (۱۳۵۶)
9. فقط آقا مهدی میتونه (۱۳۵۶)
10. قول مرد (۱۳۵۶)
11. مرد خدا (۱۳۵۶)
12. تنهایی (۱۳۵۵)
13. راز (۱۳۵۵)
14. ولی نعمت (۱۳۵۵)
15. آلوده (۱۳۵۴)
16. انگشت‌نما (۱۳۵۴)
17. تعصب (۱۳۵۴)
18. فرار از حجله (۱۳۵۴)
19. هم‌قسم (۱۳۵۴)
20. آب توبه (۱۳۵۳)
21. خوشگلا عوضی گرفتین (۱۳۵۳)
22. دختران بلا، مردان ناقلا (۱۳۵۳)
23. شوهر کرایه‌ای (۱۳۵۳)
24. کوثر (۱۳۵۳)
25. پاپوش (۱۳۵۲)
26. تیغ آفتاب (۱۳۵۲)
27. خوشگذران (۱۳۵۲)
28. روسیاه (۱۳۵۲)
29. سر طلایی (۱۳۵۲)
30. قصه ماهان (۱۳۵۲)
31. مصطفی لره (۱۳۵۲)
32. تنها مرد محله (۱۳۵۱)
33. جهنم + من (۱۳۵۱)
34. شیر تو شیر (۱۳۵۱)
35. عطش (۱۳۵۱)
36. قلندر (۱۳۵۱)
37. گذر اکبر (۱۳۵۱)
38. نواب (۱۳۵۱)
39. سه‌قاپ (۱۳۵۰)
40. عزیز قرقی (۱۳۵۰)
41. عمو یادگار(۱۳۵۰)
42. مردان خشن (۱۳۵۰)
43. فریاد (۱۳۵۰)
44. قلاب (۱۳۵۰)
45. کاکو (۱۳۵۰)
46. حسن کچل (۱۳۴۹)
47. امشب دختری می‌میرد (۱۳۴۸)
48. بهشت دور نیست (۱۳۴۸)
49. الماس ۳۳ (۱۳۴۶)
50. مرد دو چهره (۱۳۴۶)
51. آقا دزده (۱۳۴۵)
52. شارلاتان (۱۳۴۵)
53. چرخ فلک (۱۳۴۵)
54. نبرد غول‌ها (۱۳۴۴)
55. ولگرد قهرمان (۱۳۴۴)
56. قانون زندگی (۱۳۴۳)

### تلویزیون
- تله‌فیلم همه فرزندان من[۵] (۱۳۶۳–۱۳۶۲)
- مرد اول (۱۳۵۵)
- سمک عیار (۱۳۵۴–۱۳۵۳)